# Хлебйоткі
Хлебйоткі (пол. Chlebiotki) — село в Польщі, у гміні Насельськ Новодворського повіту Мазовецького воєводства.
Населення — 84 особи (2011).
У 1975-1998 роках село належало до Цехановського воєводства.

## Демографія
Демографічна структура станом на 31 березня 2011 року:
|          | Загалом | Допрацездатний вік | Працездатний вік | Постпрацездатний вік |
| -------- | ------- | ------------------ | ---------------- | -------------------- |
| Чоловіки | 44      | 10                 | 31               | 3                    |
| Жінки    | 40      | 8                  | 21               | 11                   |
| Разом    | 84      | 18                 | 52               | 14                   |